# Labeo reidi
Labeo reidi és una espècie de peix de la família dels ciprínids i de l'ordre dels cipriniformes que habita al curs superior del riu Congo. Els mascles poden assolir els 5,5 cm de longitud total.